# Garcia (együttes)
A Garcia egy német eurodance & latin együttes. Hat számuk volt, ebből kettő benne volt Németország Top 20 zenéiben.

## Diszkográfia
| Év   | Számcím                             |
| ---- | ----------------------------------- |
| 1996 | "Vamonos (Hey Chico are You Ready)" |
| 1996 | "Te Quiero, Latina"                 |
| 1997 | "Bamboleo"                          |
| 1998 | "La Vida Bonita"                    |
| 1999 | "Kalimba de Luna"                   |
| 1999 | "Imagine"                           |

## Fordítás
- Ez a szócikk részben vagy egészben  a   Garcia_(band) című angol Wikipédia-szócikk fordításán alapul.  Az eredeti cikk szerkesztőit annak laptörténete sorolja fel. Ez a jelzés csupán a megfogalmazás eredetét és a szerzői jogokat jelzi, nem szolgál a cikkben szereplő információk forrásmegjelöléseként.